# Bồ câu ngực đỏ
Bồ câu ngực đỏ (danh pháp hai phần: Gallicolumba luzonica) là một loài chim trong họ Columbidae.
Lông ức có vệt màu đỏ đặc trưng, tên trong tiếng Anh trái tim rỉ máu Luzon.

## Phân bố
Đây là loài đặc hữu của đảo Luzon, Philippines. Loài này có một tên địa phương của puñalada.
Có ba phân loài được biết. Gallicolumba luzonica luzonica được tìm thấy ở khu vực trung tâm và phía nam của đảo lớn Luzon, và các đảo Polillo nhỏ gần đó. Các phân loài của Gallicolumba luzonica griseolateralis được tìm thấy ở phía Bắc của Luzon trong khi Gallicolumba luzonica rubiventris chỉ được tìm thấy trên đảo Catanduanes. Gallicolumba luzonica rubiventris hay được gọi là Catanduanes bleeding heart chỉ có một mẫu duy nhất được thu thập vào năm 1971; Phân loài này là rất hiếm vì nó được cho là gần tuyệt chủng hoặc đã tuyệt chủng.
Loài này sinh sống ở rừng nguyên sinh hoặc rừng thứ sinh, và có thể được tìm thấy ở độ cao khác nhau từ mực nước biển lên đến 1400 mét. Họ ăn hạt, quả mọng và grubs. Chúng nhút nhát và bí mật, và rất yên tĩnh, và hiếm khi rời khỏi mặt đất, ngoại trừ khi làm tổ. Không giống như những trái tim chảy máu khác, mỗi tổ có 2 quả trứng.

## Hình ảnh

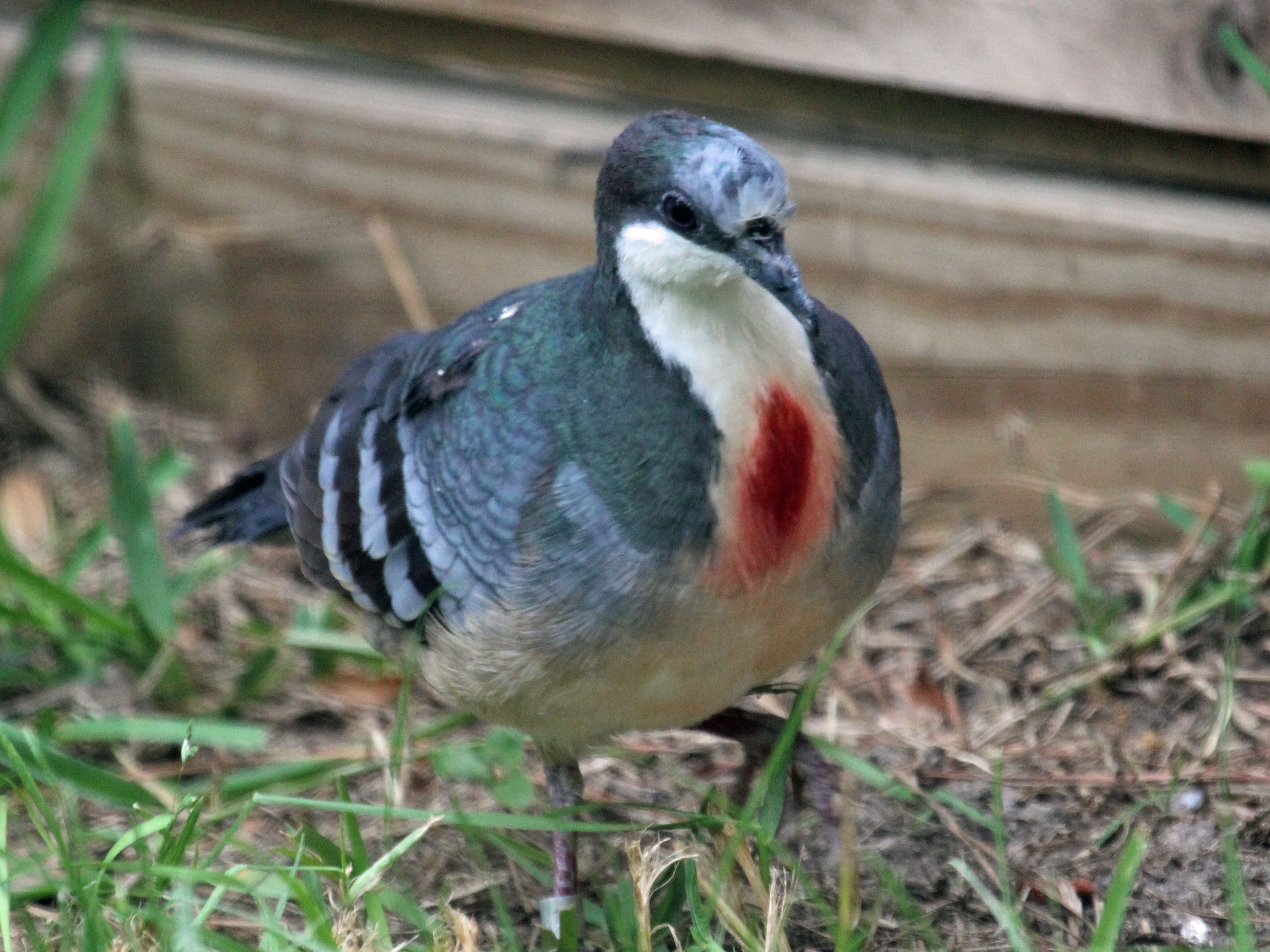
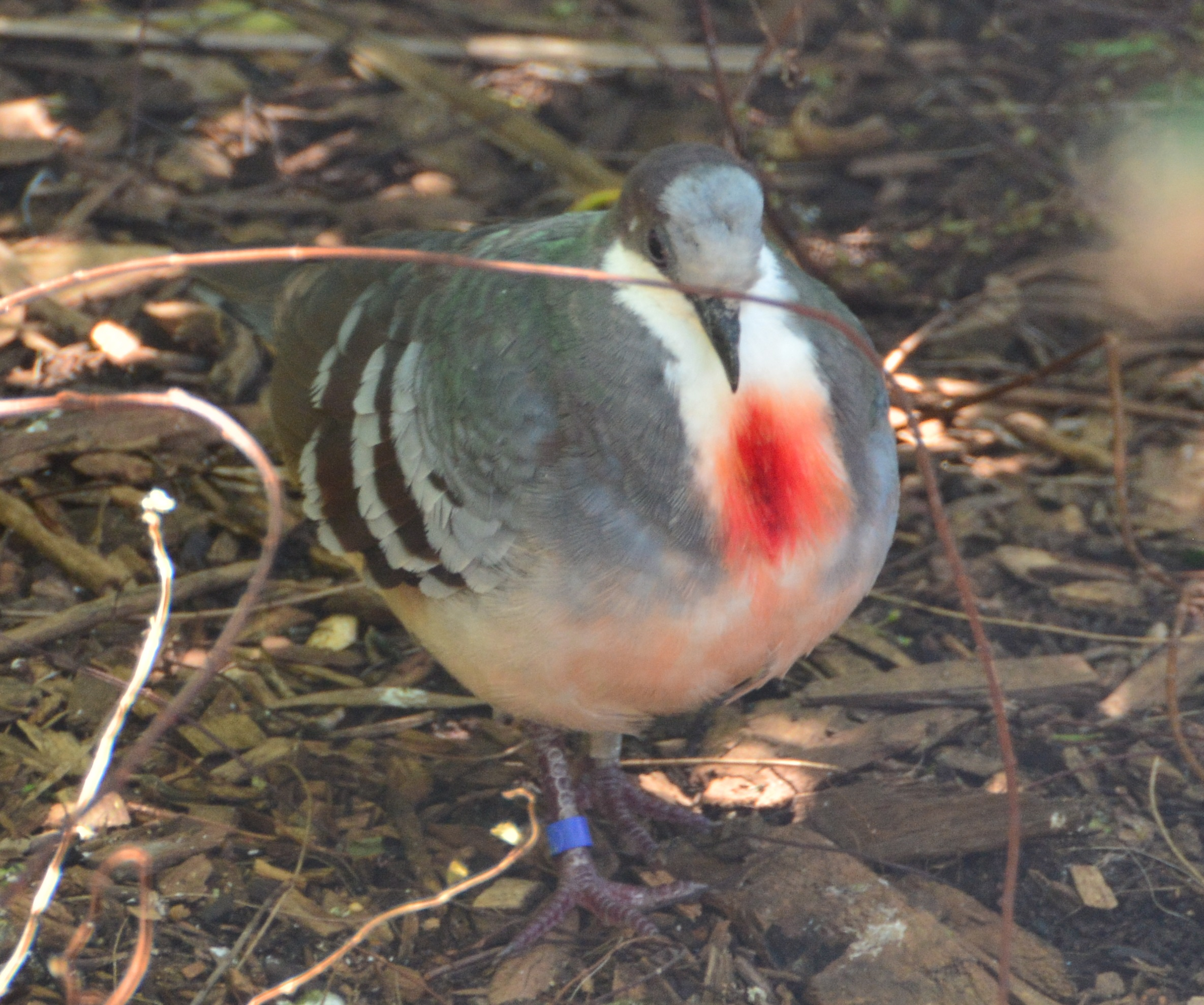
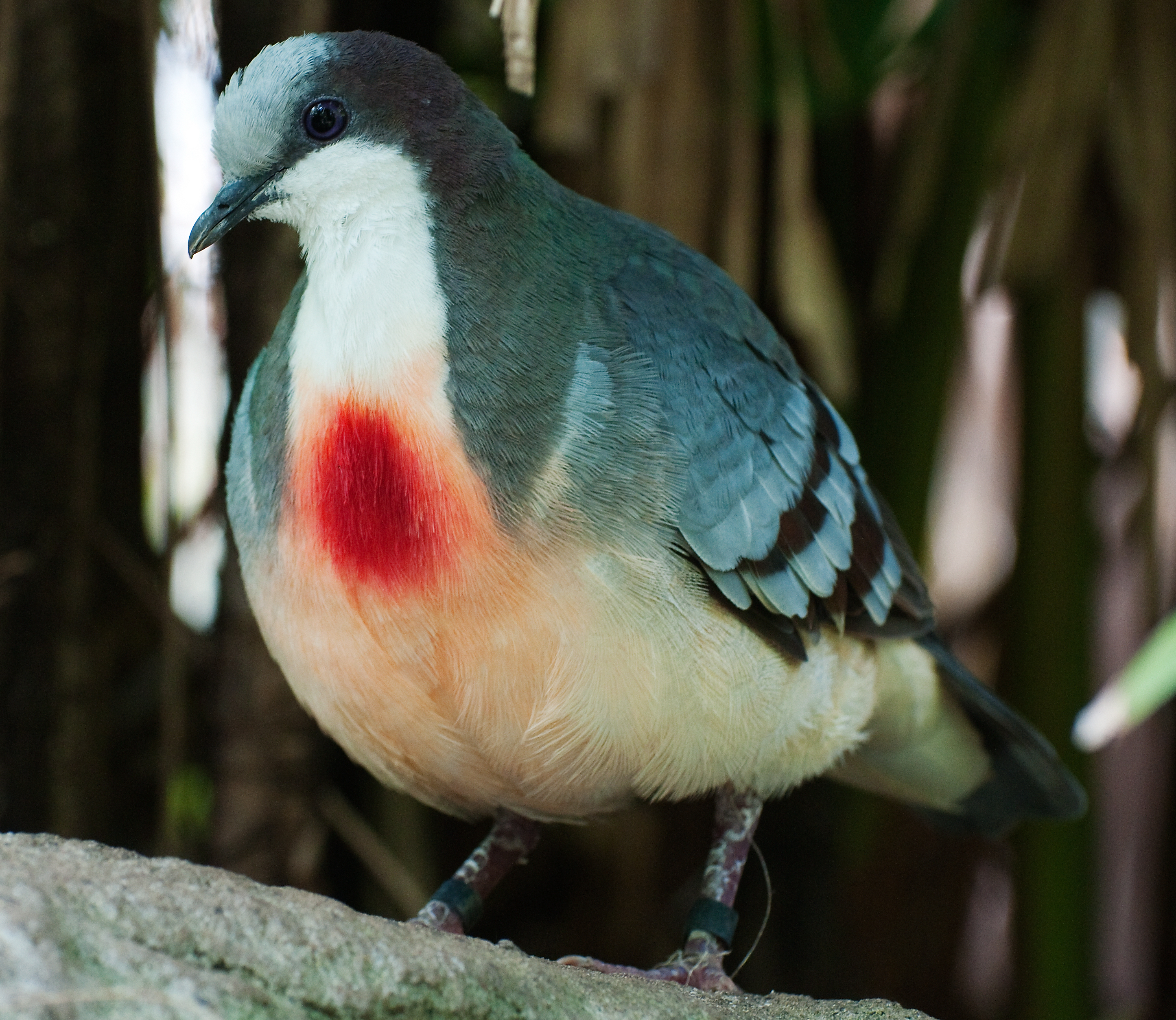